# Joseph Guillou

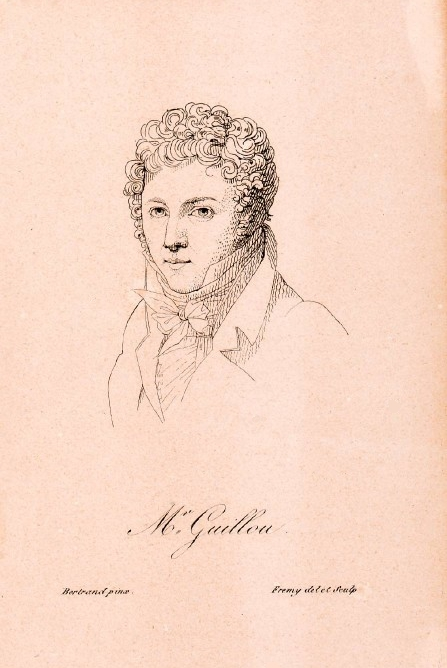
Joseph Guillou, 1820

Joseph Guillou (* 4. Dezember 1787 in Paris; † September 1853 in St. Petersburg) war ein französischer Flötist und Komponist.

## Leben und Werk
Guillou wurde als Elfjähriger Schüler am Pariser Konservatorium, wo ihn François Devienne und später Johann Georg Wunderlich unterrichteten. Mit einem ersten Preis schloss er 1808 das Studium ab. 1815 wurde er Zweiter Flötist im Orchester der Großen Oper (später in Nachfolge von Jean-Louis Tulou Erster Flötist) und der Königlichen Kapelle. Ab 1816 lehrte er selbst am Konservatorium, wo Louis Dorus zu seinen Schülern zählte. In Paris wirkte Guillou außerdem in einem Bläserquintett mit, für das Anton Reicha mehrere Folgen von Quintetten komponierte. 1830 führten ihn Konzertreisen u. a. nach Brüssel, Berlin, Hamburg und Stockholm. 1831 ließ er sich in St. Petersburg nieder, wo er als Erster Flötist des dortigen Kaiserlichen Oper wirkte.
Guillou komponierte u. a. Konzerte, Duos, Fantasien und Variationen für Flöte, die in Paris veröffentlicht wurden. Außerdem betätigte er sich in St. Petersburg als Herausgeber der von ihm gegründeten Zeitschrift „L’artist Russe“ und verfasste das Libretto zur Oper Bianca e Gualtiero, die von Alexei Fjodorowitsch Lwow vertont wurde (1844 in Dresden uraufgeführt).